# HTC Smart
HTC Smart (модельний номер — F3188) — бюджетний смартфон, розроблений компанією HTC Corporation, анонсований 7 січня 2010 року. Працює під управлінням операційної системи Brew від Qualcomm.

## Огляд приладу
- Огляд HTC Smart [Архівовано 27 жовтня 2012 у Wayback Machine.] на TechRadar (англ.)

## Відео
- Огляд HTC Smart [Архівовано 24 листопада 2020 у Wayback Machine.] від PhoneArena (англ.)
- HTC Smart. Обмежений розумник [Архівовано 7 липня 2012 у Wayback Machine.] від Mobile I.M.H.O. (рос.)